# Bolitochara tenuicornis
Bolitochara tenuicornis är en skalbaggsart som först beskrevs av Notman 1920.  Bolitochara tenuicornis ingår i släktet Bolitochara och familjen kortvingar. Inga underarter finns listade i Catalogue of Life.